# چیتلوک (سینیتسا)

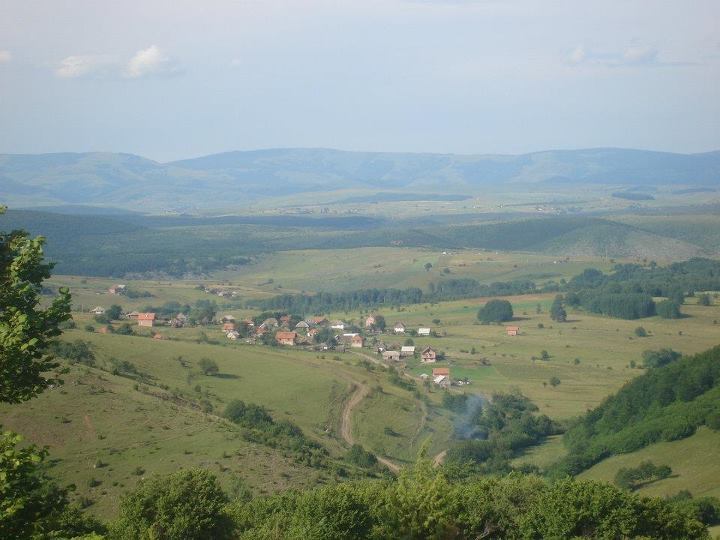
نمایی از چیتلوک یک روستا در صربستان

چیتلوک (به صربی: Čitluk) یک روستا در صربستان است که در سینیتسا واقع شده‌است. چیتلوک ۱۴۲ نفر جمعیت دارد.